# Nemanja Tomić
Nemanja „Neca” Tomić, cyr. Немања Томић (ur. 21 stycznia 1988 w Kragujevacu) – serbski piłkarz występujący na pozycji pomocnika w Radniku Surdulica.

## Życiorys

### Kariera klubowa
Jest wychowankiem klubu FK Radnički 1923 Kragujevac. W latach 2006–2009 był piłkarzem belgradzkiego FK Teleoptik. 1 stycznia 2009 dołączył do FK Partizan. W rozgrywkach Super liga Srbije zadebiutował 28 lutego 2009 w zremisowanym 1:1 meczu z FK Crvena zvezda. Na boisko wszedł w 46. minucie, zmieniając Ljubomira Fejsę. W ciągu pięciu lat gry dla Partizana rozegrał 107 meczów ligowych, w których zdobył 22 gole. Wraz z klubem zdobył również pięć mistrzostw kraju. 5 stycznia 2013 odszedł za około 1,5 miliona euro do tureckiego Gençlerbirliği SK. W Süper Lig po raz pierwszy zagrał 17 lutego 2013 w wygranym 3:1 spotkaniu z Mersin İdman Yurdu. W sumie w barwach Gençlerbirliği wystąpił w 50 meczach ligowych i zdobył 6 bramek. Od 26 stycznia do 11 sierpnia 2016 pozostawał bez klubu, po czym został piłkarzem tureckiego Giresunsporu. 30 sierpnia 2017 odszedł na zasadzie wolnego transferu do greckiego AO Trikala.

### Kariera reprezentacyjna
W 2009 roku wystąpił wraz z reprezentacją do lat 21 na Mistrzostwach Europy w Szwecji. W seniorskiej reprezentacji zadebiutował 7 kwietnia 2010 w wygranym 3:0 towarzyskim meczu z Japonią. W 60. minucie zdobył gola, a w 85. minucie został zmieniony przez Nikolę Beljicia.